# Брев
Брев (на френски: Braives) е селище в Югоизточна Белгия, окръг Уарем на провинция Лиеж. Населението му е около 5600 души (2006).